# Синяк (приток Тыгына)
Синя́к (баш. Иһәнәк) — река в России, протекает в Белорецком районе Республики Башкортостан. Устье реки находится в 2,8 км по правому берегу реки Тыгын. Длина реки составляет 11 км.
Исток реки расположен между горой Большой Иремель (к востоку), имеющей высоту 1582 метров, и небольшим хребтом Синяк (с юга)

## Данные водного реестра
По данным государственного водного реестра России относится к Камскому бассейновому округу, водохозяйственный участок реки — Белая от истока до водомерного поста Арский Камень, речной подбассейн реки — Белая. Речной бассейн реки — Кама.
Код объекта в государственном водном реестре — 10010200112111100016786.